# چلچله کوهی

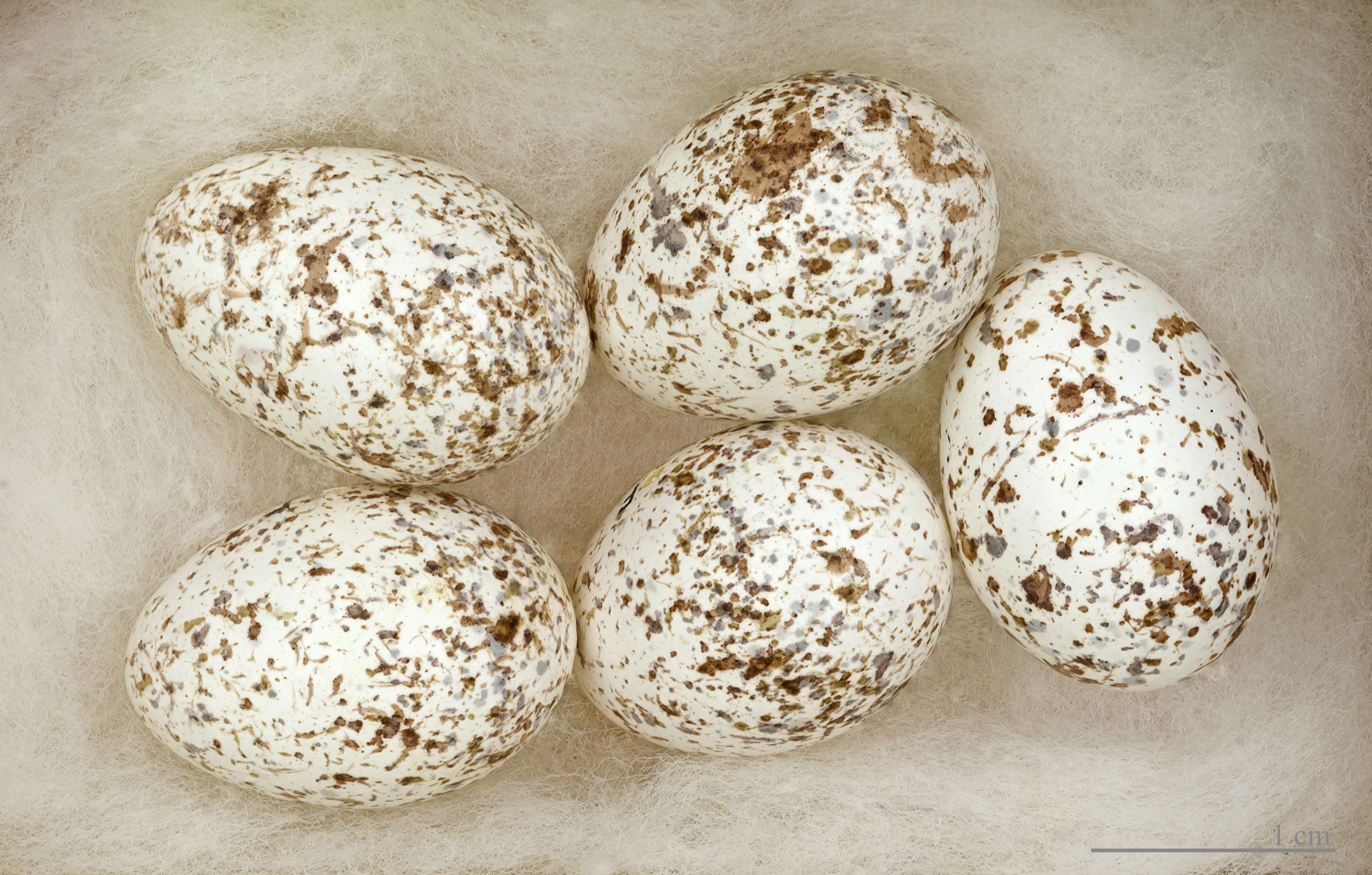
Ptyonoprogne rupestris

چلچله کوهی (نام علمی: Ptyonoprogne rupestris) پرنده‌ای کوچک و گنجشک‌سان از خانواده پرستوئیان است.
چلچله کوهی در دره‌های تنگ، صخره‌های کوهستانی و ساحلی زندگی می‌کند. این پرنده آشیانه‌ای گلی به شکل نیم‌فنجان در شکاف‌ها و گودال‌های صخره‌ها می‌سازد (گاهی همراه با چلچله دمگاه سفید).

## ویژگی‌ها
درازای آن ۱۴٫۵ سانتی‌متر است؛ از دور ممکن است با چلچله رودخانه‌ای اشتباه شود، ولی به کمک جثه درشت‌تر، مثلث تیره‌رنگ سطح زیرین بال، سطح شکمی سفید چرک (بدون نوار سینه‌ای) که در ناحیه شکم و پوشپرهای زیر دم تیره‌رنگ‌تر است، از آن تشخیص داده می‌شود، از نزدیک همچنین به‌وسیله خال‌های سفید نزدیک به انتهای دم متمایز می‌گردد. بادخورک کوهی از این پرنده خیلی بزرگتر است با سطح شکمی سفید و نوار سینه‌ای تیره‌رنگ.